# Alejandro Morilla Turrión
Alejandro Morilla Turrión (Pamplona, Navarra, España, 29 de diciembre de 1999) es un árbitro de fútbol español adscrito al Comité Navarro de Árbitros de Fútbol. Desde la temporada 2025-26 forma parte de la plantilla arbitral de la Segunda División.

## Trayectoria
Formado en el comité navarro, dirigió partidos en Segunda Federación (2021–2023) y en Primera Federación (2023–2025). Fue designado para el partido de ida de la final del play-off de ascenso 2024‑25 entre el Gimnàstic de Tarragona y la Real Sociedad B, disputado el 14 de junio de 2025 en el Nou Estadi Costa Daurada.

## Temporadas
| Categoría          | País   | Años          | Partidos |
| ------------------ | ------ | ------------- | -------- |
| Segunda Federación | España | 2021–2023     | 27       |
| Primera Federación | España | 2023–2025     | 26       |
| Segunda División   | España | 2025–presente | —        |

Datos de partidos por categoría según BDFutbol (actualizado a 17/08/2025).